# Lo sport più distensivo del mondo
Lo sport più distensivo del mondo (Tee for Two) è un film del 1945 diretto da William Hanna e Joseph Barbera. È il ventesimo cortometraggio animato della serie Tom & Jerry, prodotto dalla Metro-Goldwyn-Mayer e uscito negli Stati Uniti il 21 luglio 1945. Il titolo originale è una gioco di parole su quello della canzone Tea for Two. È l'ultimo cortometraggio della serie prodotto durante la seconda guerra mondiale.

## Trama
Tom sta giocando a golf, ma la sua inesperienza lo porta a distruggere varie parti del campo prima di colpire la pallina. Cercando di mandare la pallina in buca, si accorge che in essa si trova Jerry. Il topo tenta di scappare, ma Tom lo colpisce da lontano con la pallina. Il gatto tenta quindi di usare Jerry come tee, ma costui si ribella e gli fa una lunga serie di scherzi. Alla fine Tom, salito su un albero per catturare Jerry, viene inseguito da uno sciame di api e si rifugia in un laghetto, usando una canna di bambù per respirare. Le api però entrano nella canna di bambù, e Tom, dopo aver lanciato un urlo, esce dal lago e scappa via. Jerry, da lontano, lo colpisce con la pallina, come il gatto aveva fatto con lui poco prima.

## Edizione Italiana
Nell'edizione originale, Tom non parlava, mentre sta segnando il punteggio, mentre nell'edizione italiana, doppiato da Franco Latini, e mentre Isa Di Marzio, doppiava poco la voce di Jerry e diceva: "No", quando Tom, segnava il punteggio. E inoltre la Di Marzio, parlava: "Di qua!", significa che Jerry, avvisa alle api, per cercare Tom nel laghetto.